# Stazione meteorologica di Solenzara
La stazione meteorologica di Solenzara (in francese: Station météorologique de Solenzara, in corso: Stazioni meteurologhjca di Sulinzara) è la stazione meteorologica di riferimento per l'Organizzazione Mondiale della Meteorologia relativa alla città di Solenzara, in prossimità della fascia costiera sud-orientale della Corsica. 

## Coordinate geografiche
La stazione meteo si trova in Corsica, nel territorio comunale di Sari Solenzara, all'interno dell'area aeroportuale di Solenzara, ad un'altezza di 22 metri s.l.m. e alle coordinate geografiche 42°55′01″N 9°24′00″E.

## Medie climatiche ufficiali

### Dati climatologici 1981-2010
In base alla media trentennale 1981-2010, la temperatura media del mese più freddo, gennaio, si attesta a +9,7 °C; quella del mese più caldo, agosto, è di +24,8 °C. Mediamente si contano annualmente 28,7 giorni con temperatura massima eguale o superiore ai 30 °C e 2,1 giorni di gelo.
Le precipitazioni medie annue sono di 795,3 mm, mediamente distribuite in 68 giorni di pioggia, con un picco in autunno-inverno ed un minimo in estate.
L'eliofania assoluta media annua si attesta a 6,6 ore giornaliere, con massimo di 10,4 ore medie giornaliere in luglio e minimo di 3,6 ore medie giornaliere in dicembre. 
| Solenzara (1981-2010)              | Mesi | Mesi | Mesi | Mesi | Mesi | Mesi | Mesi | Mesi | Mesi | Mesi  | Mesi | Mesi  | Stagioni | Stagioni | Stagioni | Stagioni | Anno  |
| Solenzara (1981-2010)              | Gen  | Feb  | Mar  | Apr  | Mag  | Giu  | Lug  | Ago  | Set  | Ott   | Nov  | Dic   | Inv      | Pri      | Est      | Aut      | Anno  |
| ---------------------------------- | ---- | ---- | ---- | ---- | ---- | ---- | ---- | ---- | ---- | ----- | ---- | ----- | -------- | -------- | -------- | -------- | ----- |
| T. max. media (°C)                 | 13,6 | 14,0 | 15,9 | 18,1 | 22,2 | 26,1 | 29,4 | 29,7 | 26,3 | 22,1  | 17,4 | 14,3  | 14,0     | 18,7     | 28,4     | 21,9     | 20,8  |
| T. min. media (°C)                 | 5,8  | 5,6  | 7,3  | 9,3  | 12,9 | 16,5 | 19,5 | 19,9 | 17,1 | 13,9  | 9,8  | 7,1   | 6,2      | 9,8      | 18,6     | 13,6     | 12,1  |
| Giorni di calura (Tmax ≥ 30 °C)    | 0    | 0    | 0    | 0    | 0,1  | 2,1  | 11,2 | 13,6 | 1,7  | 0,0   | 0,0  | 0,0   | 0,0      | 0,1      | 26,9     | 1,7      | 28,7  |
| Giorni di gelo (Tmin ≤ 0 °C)       | 0,8  | 0,7  | 0,2  | 0,0  | 0,0  | 0,0  | 0,0  | 0,0  | 0,0  | 0,0   | 0,0  | 0,4   | 1,9      | 0,2      | 0,0      | 0,0      | 2,1   |
| Precipitazioni (mm)                | 72,1 | 57,6 | 62,6 | 79,5 | 46,2 | 25,0 | 12,1 | 28,4 | 88,3 | 125,6 | 94,2 | 103,7 | 233,4    | 188,3    | 65,5     | 308,1    | 795,3 |
| Giorni di pioggia                  | 6    | 6    | 7    | 8    | 5    | 3    | 2    | 2    | 5    | 7     | 8    | 9     | 21       | 20       | 7        | 20       | 68    |
| Eliofania assoluta (ore al giorno) | 4,0  | 5,3  | 6,1  | 6,7  | 7,8  | 9,6  | 10,4 | 9,4  | 7,3  | 5,3   | 4,2  | 3,6   | 4,3      | 6,9      | 9,8      | 5,6      | 6,6   |

### Dati climatologici 1971-2000
In base alla media trentennale 1971-2000, la temperatura media del mese più freddo, gennaio, si attesta a +9,7 °C; quella del mese più caldo, agosto, è di circa +24,3 °C. Mediamente si contano annualmente 20,7 giorni con temperatura massima eguale o superiore ai 30 °C e 2 giorni di gelo.
Le precipitazioni medie annue sono di 841,9 mm, mediamente distribuite in 70 giorni di pioggia, con un picco in autunno-inverno ed un minimo in estate.
L'eliofania assoluta media annua si attesta a 6,7 ore giornaliere, con massimo di 10,3 ore medie giornaliere in luglio e minimo di 4 ore medie giornaliere in dicembre. 
| Solenzara (1971-2000)              | Mesi | Mesi | Mesi | Mesi | Mesi | Mesi | Mesi | Mesi | Mesi | Mesi  | Mesi | Mesi  | Stagioni | Stagioni | Stagioni | Stagioni | Anno  |
| Solenzara (1971-2000)              | Gen  | Feb  | Mar  | Apr  | Mag  | Giu  | Lug  | Ago  | Set  | Ott   | Nov  | Dic   | Inv      | Pri      | Est      | Aut      | Anno  |
| ---------------------------------- | ---- | ---- | ---- | ---- | ---- | ---- | ---- | ---- | ---- | ----- | ---- | ----- | -------- | -------- | -------- | -------- | ----- |
| T. max. media (°C)                 | 13,7 | 14,1 | 15,6 | 17,5 | 21,6 | 25,5 | 28,7 | 29,1 | 26,0 | 21,8  | 17,2 | 14,6  | 14,1     | 18,2     | 27,8     | 21,7     | 20,5  |
| T. min. media (°C)                 | 5,7  | 5,7  | 6,9  | 8,7  | 12,3 | 15,9 | 18,9 | 19,4 | 16,8 | 13,3  | 9,3  | 7,0   | 6,1      | 9,3      | 18,1     | 13,1     | 11,7  |
| Giorni di calura (Tmax ≥ 30 °C)    | 0    | 0    | 0    | 0    | 0    | 0,8  | 7,8  | 10,7 | 1,4  | 0,0   | 0,0  | 0,0   | 0,0      | 0,0      | 19,3     | 1,4      | 20,7  |
| Giorni di gelo (Tmin ≤ 0 °C)       | 0,8  | 0,4  | 0,4  | 0,0  | 0,0  | 0,0  | 0,0  | 0,0  | 0,0  | 0,0   | 0,0  | 0,4   | 1,6      | 0,4      | 0,0      | 0,0      | 2,0   |
| Precipitazioni (mm)                | 96,2 | 76,0 | 79,6 | 83,5 | 43,3 | 27,0 | 13,8 | 31,8 | 68,1 | 129,8 | 89,7 | 103,1 | 275,3    | 206,4    | 72,6     | 287,6    | 841,9 |
| Giorni di pioggia                  | 7    | 7    | 7    | 8    | 5    | 3    | 2    | 3    | 5    | 7     | 8    | 8     | 22       | 20       | 8        | 20       | 70    |
| Eliofania assoluta (ore al giorno) | 4,3  | 5,0  | 5,7  | 6,6  | 8,1  | 9,5  | 10,3 | 9,5  | 7,4  | 5,8   | 4,6  | 4,0   | 4,4      | 6,8      | 9,8      | 5,9      | 6,7   |

### Dati climatologici 1961-1990
In base alla media trentennale 1961-1990, la temperatura media del mese più freddo, gennaio, si attesta a +9,5 °C; quella del mese più caldo, agosto, è di +23,7 °C. Mediamente si contano annualmente 15,1 giorni con temperatura massima eguale o superiore ai 30 °C e 2,7 giorni di gelo.
Le precipitazioni medie annue sono di 870,7 mm, mediamente distribuite in 72 giorni di pioggia, con un picco in autunno-inverno ed un minimo in estate.
L'eliofania assoluta media annua si attesta a 7,1 ore giornaliere, con massimo di 11,1 ore medie giornaliere in luglio e minimo di 4,1 ore medie giornaliere in dicembre. 
| Solenzara (1961-1990)              | Mesi | Mesi  | Mesi  | Mesi | Mesi | Mesi | Mesi | Mesi | Mesi | Mesi  | Mesi | Mesi  | Stagioni | Stagioni | Stagioni | Stagioni | Anno  |
| Solenzara (1961-1990)              | Gen  | Feb   | Mar   | Apr  | Mag  | Giu  | Lug  | Ago  | Set  | Ott   | Nov  | Dic   | Inv      | Pri      | Est      | Aut      | Anno  |
| ---------------------------------- | ---- | ----- | ----- | ---- | ---- | ---- | ---- | ---- | ---- | ----- | ---- | ----- | -------- | -------- | -------- | -------- | ----- |
| T. max. media (°C)                 | 13,5 | 13,8  | 15,3  | 17,6 | 21,3 | 25,2 | 28,4 | 28,5 | 25,7 | 21,7  | 17,3 | 14,3  | 13,9     | 18,1     | 27,4     | 21,6     | 20,2  |
| T. min. media (°C)                 | 5,5  | 5,7   | 6,7   | 8,7  | 12,0 | 15,6 | 18,7 | 18,9 | 16,6 | 13,2  | 9,3  | 6,6   | 5,9      | 9,1      | 17,7     | 13,0     | 11,5  |
| Giorni di calura (Tmax ≥ 30 °C)    | 0    | 0     | 0     | 0    | 0    | 0,8  | 6,0  | 7,1  | 1,2  | 0,0   | 0,0  | 0,0   | 0,0      | 0,0      | 13,9     | 1,2      | 15,1  |
| Giorni di gelo (Tmin ≤ 0 °C)       | 1,2  | 0,6   | 0,6   | 0,0  | 0,0  | 0,0  | 0,0  | 0,0  | 0,0  | 0,0   | 0,0  | 0,3   | 2,1      | 0,6      | 0,0      | 0,0      | 2,7   |
| Precipitazioni (mm)                | 96,2 | 101,0 | 102,7 | 81,8 | 46,5 | 22,3 | 15,2 | 33,0 | 47,0 | 124,9 | 86,0 | 114,1 | 311,3    | 231,0    | 70,5     | 257,9    | 870,7 |
| Giorni di pioggia                  | 8    | 8     | 8     | 7    | 5    | 3    | 2    | 3    | 4    | 7     | 8    | 9     | 25       | 20       | 8        | 19       | 72    |
| Eliofania assoluta (ore al giorno) | 4,4  | 4,9   | 5,7   | 7,1  | 8,7  | 10,2 | 11,1 | 9,9  | 7,9  | 6,3   | 4,9  | 4,1   | 4,5      | 7,2      | 10,4     | 6,4      | 7,1   |

## Temperature estreme mensili dal 1961 ad oggi
Nella tabella sottostante sono riportate le temperature massime e minime assolute mensili, stagionali ed annuali dal 1961 ad oggi, con il relativo anno in cui queste sono state registrate. La massima assoluta del periodo esaminato di +39,9 °C è del luglio 1965, mentre la minima assoluta di -5,9 °C è del marzo 1971.
| Solenzara (1961-2023) | Mesi        | Mesi        | Mesi        | Mesi        | Mesi        | Mesi        | Mesi        | Mesi        | Mesi        | Mesi        | Mesi        | Mesi        | Stagioni | Stagioni | Stagioni | Stagioni | Anno |
| Solenzara (1961-2023) | Gen         | Feb         | Mar         | Apr         | Mag         | Giu         | Lug         | Ago         | Set         | Ott         | Nov         | Dic         | Inv      | Pri      | Est      | Aut      | Anno |
| --------------------- | ----------- | ----------- | ----------- | ----------- | ----------- | ----------- | ----------- | ----------- | ----------- | ----------- | ----------- | ----------- | -------- | -------- | -------- | -------- | ---- |
| T. max. assoluta (°C) | 25,5 (1962) | 27,6 (2010) | 29,2 (2001) | 28,0 (1985) | 31,4 (2022) | 37,1 (2002) | 39,9 (1965) | 37,8 (2003) | 37,1 (1987) | 31,3 (2014) | 31,4 (1985) | 25,9 (2023) | 27,6     | 31,4     | 39,9     | 37,1     | 39,9 |
| T. min. assoluta (°C) | −4,8 (1985) | −3,9 (1969) | −5,9 (1971) | 0,6 (2003)  | 5,0 (1991)  | 8,3 (1980)  | 12,1 (1984) | 12,9 (1972) | 9,5 (1977)  | 3,9 (1974)  | −1,3 (1973) | −2,7 (1996) | −4,8     | −5,9     | 8,3      | −1,3     | −5,9 |